# Endomychus ohbayashii ohbayashii
Endomychus ohbayashii ohbayashii es una subespecie de coleóptero de la familia Endomychidae.

## Distribución geográfica
Habita en Japón.